# Entre deux mondes... En équilibre
Pour les articles homonymes, voir Entre deux mondes.
Albums de Najoua Belyzel
Au Féminin
(2009)
Singles
1. Gabriel
Sortie : 21 novembre 2005
2. Je ferme les yeux
Sortie : 26 juin 2006
3. Comme toi
Sortie : 11 septembre 2006

Entre deux mondes... En équilibre est le premier album solo de Najoua Belyzel sorti en 2006. Il a été certifié disque d'or en France en 2006 pour plus de 150 000 exemplaires vendus.

## Titres
| 1.    | Je ferme les yeux     | 3:47 |
| 2.    | Celui qu'il me faut   | 3:40 |
| 3.    | Bons baisers de Paris | 4:10 |
| 4.    | Comme toi             | 4:17 |
| 5.    | L'Écho du bonheur     | 4:10 |
| 6.    | Gabriel               | 3:33 |
| 7.    | Stella                | 3:49 |
| 8.    | Des maux mal soignés  | 4:31 |
| 9.    | Rentrez aux USA       | 5:08 |
| 10.   | Mon sang, le tien     | 3:33 |
| 11.   | Docteur Gel           | 4:05 |
| 12.   | La Berceuse           | 3:27 |
| 48:00 |                       |      |

## Crédits
- Franck Amseli - guitare acoustique, guitare électrique
- Anthony Belolo - producteur exécutif
- Henri Belolo - producteur exécutif
- Jonathan Belolo - chœurs, producteur exécutif
- Najoua Belyzel - chanteuse, chœurs
- Jean-François Berger - accordéon, arrangement des cordes, programmation (basse, batterie et synthétiseur), trompette
- Dominique Bernatène - design
- Christophe Casanave - arrangement des cordes, chœurs, guitare acoustique, guitare électrique, programmation (basse, batterie et synthétiseur)
- Christophe Deschamps - batterie
- Louis Fleury - chœurs
- Bernard Mouillon - photographie
- Laurent Vernerey - basse
- Mathias Zombory - arrangement des cordes, guitare acoustique,  programmation (synthétiseur), sitar

- Mixé par Simon Gogerly au Studio Oméga A, Suresnes
  - Assistant - François Gauthier
- "Je ferme les yeux" et "La berceuse" mixés par François Gauthier au Studio Oméga A
  - Assistant - Julien Glabs
- "Gabriel" mixé par François Delabrière au Studio Méga D, Suresnes
  - Assistant - Éric Uzan
- Masterisé par Rodolphe Plisson à AVRM, Suresnes

## Classements
| Pays              | Meilleure position | Semaines classées |
| ----------------- | ------------------ | ----------------- |
| France            | 7                  | 37                |
| Belgique Wallonie | 9                  | 16                |
| Suisse            | 46                 | 7                 |